# Альянс государств Сахеля

Флаг нового объединения (лето 2024)

Альянс государств Сахеля (фр. Alliance des États du Sahel), неформально называемый Клуб полковников, — межгосударственный военный альянс, созданный 17 сентября 2023 года для обеспечения общей обороны государств Нигер, Буркина-Фасо и Мали.

## История
В июле 2023 года в Нигере произошёл военный переворот. В середине августа экономическое сообщество стран Западной Африки (ЭКОВАС) заявило о подготовке международных военных сил для интервенции в Нигер, с целью возврата к власти смещённого режима. 19 августа делегация ЭКОВАС посетила Нигер для переговоров, которые не дали политического результата. Мятежников в Нигере поддержали военные хунты в Мали и Буркина-Фасо. В случае вторжения новые власти страны разрешили властям Мали и Буркина-Фасо ввести свои войска.
16 сентября 2023 года, государственное телевидение Мали показало кадры встречи президента переходного периода страны Ассими Гоиты с заместителем министра обороны России Юнус-Беком Евкуровым. Во встрече также приняли участие министр обороны Нигера Салифу Моди и глава Минобороны Мали Садио Камару.
Решение о создании альянса было принято в сентябре 2023 года. Создание альянса произошло на фоне переговоров делегации Министерства обороны России с представителями Мали, Буркина-Фасо и Нигера. На переговорах с главой Буркина-Фасо Ибрагимом Траоре обсуждалось военно-техническое сотрудничество, включая подготовку в России военных Буркина-Фасо, в том числе лётчиков.
О создании альянса заявил президент переходного периода Мали полковник Ассими Гоита, заявивший, что подписание хартии Липтако-Гурма учреждает Альянс государств Сахеля «для создания архитектуры коллективной обороны и взаимопомощи на благо населения». Липтако-Гурма — зона в приграничных районах Буркина-Фасо, Мали и Нигера.
Нигер, Буркина-Фасо и Мали — три африканских страны, которые не имеют выхода к морю и борются с исламистскими повстанцами, связанными с Аль-Каидой и Исламским государством. «Альянс будет представлять собой сочетание военных и экономических усилий трёх стран», — заявил журналистам министр обороны Мали.
Альянс государств Сахеля стремился создать экономический и валютный союз и валюту под названием Сахель.
6 июля 2024 года, Альянс государств Сахеля был преобразован в Конфедерацию государств Сахеля.